# 紀元前602年
紀元前602年（きげんぜん602ねん）は、西暦（ローマ暦）による年。紀元前1世紀の共和政ローマ末期以降の古代ローマにおいては、ローマ建国紀元152年として知られていた。紀年法として西暦（キリスト紀元）がヨーロッパで広く普及した中世時代初期以降、この年は紀元前602年と表記されるのが一般的となった。

## 他の紀年法
- 干支 : 己未
- 日本
  - 皇紀59年
  - 神武天皇59年
- 中国
  - 周 - 定王5年
  - 魯 - 宣公7年
  - 斉 - 恵公7年
  - 晋 - 成公5年
  - 秦 - 桓公2年
  - 楚 - 荘王12年
  - 宋 - 文公9年
  - 衛 - 成公33年
  - 陳 - 霊公12年
  - 蔡 - 文侯10年
  - 曹 - 文公16年
  - 鄭 - 襄公3年
  - 燕 - 桓公16年
- 朝鮮
  - 檀紀1732年
- ユダヤ暦 : 3159年 - 3160年

## できごと

### 中国
- 衛の成公が孫良夫を魯に派遣して盟を交わさせた。
- 斉と魯の連合軍が莱を攻撃した。
- 晋の成公・魯の宣公・宋の文公・衛の成公・鄭の襄公・曹の文公が黒壌で会合した。